# Hans Bendrik
Hans Axel Bendrik, född 16 april 1926 i Söderhamn, Hälsingland, död 19 december 2010 i Vällingby församling, Stockholm, var en svensk skådespelare och dramatiker. Han var bror till Ulla Bendrik.

## Biografi
Bendrik verkade under delar av 1950-talet vid den fria Teatern i Gamla stan i Stockholm, gästspelade sedan bland annat på Stadsteatern i Norrköping-Linköping 1957–1958 och var 1964–1996 fast anställd vid Stockholms stadsteater. I samarbete med Jan Bergquist skrev han 1969–1973  flera pjäser, som uppfördes på Stockholms stadsteater, däribland debutverket kring Ivar Kreuger Ivar Kreugers svindlande affärer (1969), som gavs ut i bokform och också gjordes som TV-teater på Danmarks Radio 1973, liksom också pjäsen Mr President (1971) gjordes där 1974. Buss på stan (1970) spelades i en buss, som körde runt i Stockholm och behandlade aktuella samhällsfrågor och kommunpolitik. Han medverkade även i de egna pjäserna, liksom i Jan Bergquists följande internationellt kända egna pjäs Beteendelek (1974).[källa behövs] Bendrik är begravd på Bromma kyrkogård.

## Teater

### Roller (ej komplett)
| År   | Roll                 | Produktion | Regi                          | Teater                           |
| ---- | -------------------- | --- | ----------------------------- | -------------------------------- |
| 1952 | Kung Peter av Popo   | Leonce och Lena (Leonce und Lena) Georg Büchner                                                                     | Bengt Lagerkvist              | Teatern i Gamla stan             |
| 1953 | Onkeln               | Drottningens juvelsmycke Carl Jonas Love Almqvist                                                                   | Bengt Lagerkvist              | Teatern i Gamla stan             |
| 1953 | Kaptenen             | Woyzeck Georg Büchner                                                                                               | Bengt Lagerkvist              | Teatern i Gamla stan             |
| 1953 | Skotsk läkare        | Macbeth William Shakespeare                                                                                         | Arne Forsberg                 | Teatern i Gamla stan             |
| 1957 |                      | Lysistrate (Λυσιστράτη, Lysistrátē) Aristofanes                                                                     | Olof Thunberg                 | Norrköping-Linköping stadsteater |
| 1958 | Fader Perez          | Don Quijote – Riddaren av den sorgliga skepnaden ( Don Quijote – Der Ritter von der traurigen Gestalt) Wulf Leisner | Lars-Erik Liedholm            | Norrköping-Linköping stadsteater |
| 1958 | Onkel Fritz          | Oh, mein Papa! (Das Feuerwerk) Erik Charell, Jürg Amstein och Paul Burkhard                                         | Albert Gaubier John Zacharias | Norrköping-Linköping stadsteater |
| 1960 |                      | Så tuktas en argbigga (The Taming of the Shrew) William Shakespeare                                                 | Sandro Malmquist              | Riksteatern                      |
| 1961 | Ralph Bates          | Vilse i lustgården (Period of adjustment) Tennessee Williams                                                        | Mats Johansson                | Helsingborgs stadsteater         |
| 1961 | Pat                  | Gisslan (The Hostage) Brendan Behan                                                                                 | Lars-Erik Liedholm            | Helsingborgs stadsteater         |
| 1961 | Schmitz              | Biedermann och pyromanerna (Biedermann und die Brandstifter) Max Frisch                                             | Lars-Erik Liedholm            | Helsingborgs stadsteater         |
| 1961 | Majorin              | Perrichons resa (Le voyage de M. Perrichon) Eugène Labiche                                                          | Mats Johansson                | Helsingborgs stadsteater         |
| 1962 | Alain                | Hustruskolan (L'école des femmes) Molière                                                                           | Mats Johansson                | Helsingborgs stadsteater         |
| 1962 | Edouard Lablache     | Tokan (L'Idiote) Marcel Achard                                                                                      | Lars-Erik Liedholm            | Helsingborgs stadsteater         |
| 1962 | Köpmannen            | Tevye och hans döttrar (Tevye and his Daughters) Arnold Perl                                                        | Per Sjöstrand                 | Helsingborgs stadsteater         |
| 1962 | En gammal aktör      | Fantasticks (The Fantasticks) Harvey Schmidt och Tom Jones                                                          | Per Sjöstrand                 | Helsingborgs stadsteater         |
| 1963 | Brand                | Brand Henrik Ibsen                                                                                                  | Lars-Erik Liedholm            | Helsingborgs stadsteater         |
| 1964 |                      | Ärkeänglarna spelar inte falskt (Gli arcangeli non giocano al flipper) Dario Fo                                     | Johan Bergenstråhle           | Uppsala stadsteater              |
| 1967 | Medverkande          | Viet Rock Megan Terry                                                                                               | Sten Lonnert                  | Stockholms stadsteater           |
| 1967 | Herr Jackson         | Leva som svin (Live Like Pigs) John Arden                                                                           | Sten Lonnert                  | Stockholms stadsteater           |
| 1975 | Olle                 | Herr von Hancken Agneta Pleijel                                                                                     | Johan Bergenstråhle           | Stockholms stadsteater           |
| 1977 | Major Lüderitz       | Slaget vid Lobositz (Schlacht bei Lobositz) Peter Hacks                                                             | Friedo Solter                 | Stockholms stadsteater           |
| 1980 | Polismästaren m. fl. | Hoppla, vi lever! (Hoppla, wir leben!) Ernst Toller                                                                 | Fred Hjelm                    | Stockholms stadsteater           |
| 1981 | Antonio              | Lördag, söndag, måndag (Sabato, domenica e lunedì) Eduardo De Filippo                                               | Andris Blekte                 | Stockholms stadsteater           |
| 1983 | Mussjö, husets ägare | Gisslan (The Hostage) Brendan Behan                                                                                 | Kåre Santesson                | Stockholms stadsteater           |
| 1984 | Baptista Minola      | Så tuktas en argbigga(The Taming of the Shrew) William Shakespeare                                                  | Marianne Rolf                 | Stockholms stadsteater           |
| 1987 | Lennart Bodström     | Furstespegel Per Olov Enquist och Anders Ehnmark                                                                    | Sven Wollter                  | Stockholms stadsteater           |

### Dramatik (tillsammans med Jan Bergquist)
- Ivar Kreugers svindlande affärer (1969)
- Buss på stan  (1970)
- Mr President (1971)
- Tryck på stan (1972)
- 2172...A Kind of Cabaret (1972)
- Galakväll (1973)

## Filmografi
- 1952 – Farlig kurva
- 1955 – Våld
- 1956 – Sången om den eldröda blomman
- 1956 – Ratataa
- 1957 – Nattens ljus
- 1963 – Den gula bilen
- 1964 – Henrik IV
- 1965 – Nattmara
- 1965 – Flygplan saknas
- 1965 – Pang i bygget
- 1965 – Morianerna
- 1966 – Ormen
- 1967 – Roseanna
- 1967 – Mördaren – en helt vanlig person
- 1967 – Trettondagsafton
- 1969 – Gladiatorerna
- 1969 – Eriksson
- 1971 – Lavforsen – by i Norrland
- 1973 – Makt på spel (TV-serie)
- 1975 – Peter och hans farsa (kortfilm)
- 1977 – Tjejerna gör uppror (TV-serie)
- 1980 – Mördare! Mördare!
- 1981 – Höjdhoppar'n
- 1981 – Syöksykierre
- 1986 – Skuggan av Henry (TV-serie)
- 1987 – I dag röd (TV-serie)
- 1987 – Lysande landning (TV-serie)
- 1987 – Träff i helfigur (TV-serie)
- 1988 – PS Sista sommaren
- 1991 – Facklorna
- 1991 – Kajsa Kavat (kortfilm)
- 1993 – Den gråtande ministern (TV-serie)
- 1998 – Kvinnan i det låsta rummet (TV-serie)
- 2005 – Halva sanningen

## Bilder

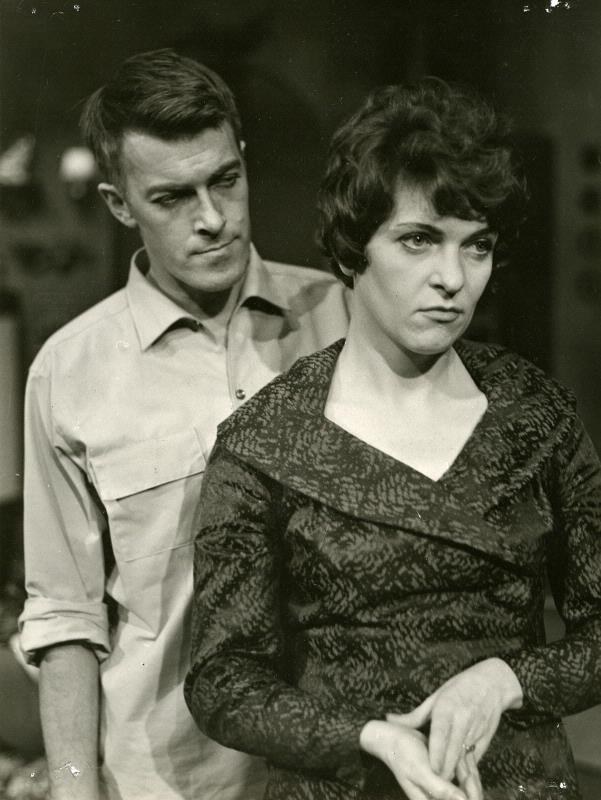
Hans Bendrik och Betty Tuvén i Vilse i lustgården på Helsingborgs stadsteater 1961.